# Długi Goraj
Długi Goraj (391,5 m) – najwyższy szczyt w polskiej części Roztocza. Z poziomic na mapach topograficznych wynika, że Długi Goraj jest nieco wyższy od Wielkiego Działu, wymienianego powszechnie w literaturze jako najwyższe wzniesienie polskiego Roztocza.